# Октябрьское сельское поселение (Челябинская область)
Октя́брьское се́льское поселе́ние — муниципальное образование в Октябрьском районе Челябинской области Российской Федерации. В рамках административно-территориального устройства муниципальное образование  соответствует административно-территориальной единице Октябрьский сельсовет.
Административный центр — село Октябрьское.

## История
Статус и границы сельского поселения установлены Законом Челябинской области от 15 сентября 2004 года № 269-ЗО «О статусе и границах Октябрьского муниципального района и сельских поселений в его составе»

## Население
| 2002  | 2010  | 2011  | 2012  | 2013  | 2014  | 2015  |
| ----- | ----- | ----- | ----- | ----- | ----- | ----- |
| 9090  | ↘7815 | ↘7797 | ↘7755 | ↗8193 | ↘8191 | ↘8175 |
| 2016  | 2017  | 2018  | 2019  | 2020  | 2021  | 2023  |
| ↗8206 | ↘8193 | ↗8202 | ↘8114 | ↘8078 | ↘7769 | ↘7646 |

## Состав сельского поселения
| № | Населённый пункт | Тип населённого пункта       | Население |
| - | ---------------- | ---------------------------- | --------- |
| 1 | Барсучье         | деревня                      | ↘375      |
| 2 | Буланово         | село                         | ↘83       |
| 3 | Жохово           | деревня                      | ↘65       |
| 4 | Киевка           | деревня                      | ↘108      |
| 5 | Лебедки          | деревня                      | ↘253      |
| 6 | Новомосковское   | село                         | ↘447      |
| 7 | Октябрьское      | село, административный центр | ↘6462     |
| 8 | Семёновка        | деревня                      | ↘81       |
| 9 | Степановка       | деревня                      | ↘81       |